# Hipacio (cónsul 500)
Flavio Hipacio (en griego: Ὑπάτιος, en latín: Flavius Hypatius; muerto en 532) fue un noble romano oriental de ascendencia imperial que ocupó el cargo de comandante en Oriente durante el reinado de Justino I. Fue elegido por la turba como emperador durante los disturbios de Nika en Constantinopla contra Justiniano I y ejecutado poco después.

## Vida
Hipacio era sobrino del emperador Anastasio I (r. 491-518), que gobernó antes que Justino I (r. 518-527), y también estaba asociado por matrimonio a la noble gens Anicia, lo que le otorgaba un serio derecho a la diadema imperial. Sin embargo, Hipacio no mostró tal ambición, y él y los otros sobrinos de Anastasio (Pompeyo y Probo) fueron bien tratados tanto por Justino I como por su sucesor al trono bizantino, Justiniano I (r. 527-565).
En el apogeo de los disturbios de Nika (año 532), Hipacio, junto con sus hermanos Pompeyo y Probo (otros sobrinos de Anastasio), se encontraban entre los principales candidatos al trono imperial. Cuando quedó claro que la multitud quería un nuevo emperador, Probo huyó de la ciudad e Hipacio y Pompeyo se refugiaron en el Palacio Imperial, junto con Justiniano y el resto del Senado bizantino. No querían rebelarse contra Justiniano, por temor a tener muy poco apoyo popular.
Sin embargo, Justiniano, temiendo la traición, expulsó al Senado del Palacio, lo que llevó a los dos hermanos a los brazos de la multitud. Hipacio fue sacado a rastras de su casa, a pesar de los esfuerzos de su esposa para evitarlo, y fue proclamado emperador por la turba alborotada en el Hipódromo de Constantinopla. Hipacio parece haber superado a partir de entonces su desinterés inicial y comenzó a desempeñar el papel de emperador.
Sin embargo, los disturbios pronto fueron sofocados con éxito (aunque sangrientamente) por la Guardia Imperial, e Hipacio fue capturado por los hombres de Justiniano. Se informa que Justiniano quiso perdonar la vida a Hipacio, pero su esposa Teodora lo convenció de que se aplicara el castigo y el usurpador involuntario fue ejecutado poco después.